# Dege hendeyi
Dege hendeyi är en utdöd fågel i familjen pingviner inom ordningen pingvinfåglar. Den beskrevs 1979 utifrån fossila lämningar  från pliocen funna i Sydafrika. Senare fynd dateras till miocen.